# Orlę
Orlę – polski film niemy z 1927 roku. Film nie zachował się do naszych czasów.

## Treść
Hubert Stonor, doktor nauk tajemnych, pragnie wywołać ducha słynnego rozbójnika Janosika. Liczy na to, że zbójnik przekaże mu informację gdzie ukrył swoje legendarne skarby. Hubert, posługuje się jako medium, córką obywatela ziemskiego, Haliną. Wkrótce dziewczyna gubi się w Tatrach. Rozpoczyna się akcja poszukiwawcza, prowadzona z samolotu, pilotowanego przez Janka, brata Haliny.

## Obsada
- Oktawian Kaczanowski (Janusz Kukliński, były obywatel ziemski),
- Maria Majdrowicz (Halina, córka Kuklińskiego),
- Nina Wilińska (Krysia, córka Kuklińskiego),
- Bolesław Orliński (Janek, syn Kuklińskiego, lotnik wojskowy),
- Jadwiga Daczyńska (pani Zahorska),
- Zdzisław Czermański (Wiktor, syn Zahorskiej, narzeczony Haliny),
- Kurt R. Kurthoff (Hubert Stonor, doktor nauk tajemnych),
- Hanka Ordonówna (tancerka, przyjaciółka Stonora),
- Lech Owron (Janosik),
- Nora Ney (panna sklepowa),
- Koszutski-Girls (zespół taneczny)